# Спунер (тауншип, Миннесота)
Спунер (англ. Spooner) — тауншип в округе Лейк-оф-Вудс, Миннесота, США. На 2000 год его население составило 281 человек.

## География
По данным Бюро переписи населения США площадь тауншипа составляет 86,9 км², из которых 86,7 км² занимает суша, а 0,2 км² — вода (0,21 %).

## Демография
По данным переписи населения 2000 года здесь находились 281 человек, 113 домохозяйств и 77 семей. Плотность населения — 3,2 чел./км². На территории тауншипа расположено 129 построек со средней плотностью 1,5 построек на один квадратный километр. Расовый состав населения: 96,09 % белых, 2,14 % коренных американцев, 0,36 % азиатов и 1,42 % приходится на две или более других рас. Испанцы или латиноамериканцы любой расы составляли 0,36 % от популяции тауншипа.
Из 113 домохозяйств в 40,7 % воспитывались дети до 18 лет, в 62,8 % проживали супружеские пары, в 5,3 % проживали незамужние женщины и в 31,0 % домохозяйств проживали несемейные люди. 29,2 % домохозяйств состояли из одного человека, при том 11,5 % из — одиноких пожилых людей старше 65 лет. Средний размер домохозяйства — 2,49, а семьи — 3,08 человека.
28,1 % населения младше 18 лет, 5,7 % в возрасте от 18 до 24 лет, 30,6 % от 25 до 44, 25,3 % от 45 до 64 и 10,3 % старше 65 лет. Средний возраст — 38 лет. На каждые 100 женщин приходилось 88,6 мужчин. На каждые 100 женщин старше 18 приходилось 88,8 мужчин.
Средний годовой доход домохозяйства составлял 36 389 долларов, а средний годовой доход семьи — 50 556 долларов. Средний доход мужчин — 48 125 долларов, в то время как у женщин — 24 432. Доход на душу населения составил 21 978 долларов. За чертой бедности находились 12,5 % семей и 21,1 % всего населения тауншипа, из которых 30,2 % младше 18 и 17,1 % старше 65 лет.